# Brussels by Night
Brussels by Night is een Belgische film uit 1983 in een regie en naar een scenario van Marc Didden. De film werd met een zeer beperkt budget gedraaid, deels met geleend geld van Herman Schueremans van Rock Werchter.
De film werd gepromoot als een stadsfilm die zich voornamelijk afspeelt in het Brusselse nachtleven. De depressieve Max komt naar Brussel en trekt met de mensen die hij in Brussel ontmoet, Alice en Abdel, door de stad. Ze trekken zelfs op uitstap naar het hellend vlak van Ronquières.
"Brussels by Night" schetste een gitzwart, bij momenten nihilistisch beeld, en was een groot contrast met de in Vlaanderen in de jaren zeventig en tachtig succesvolle plattelandsdrama's. Daarom is de film een belangrijk tijdsdocument en een doorbraak voor zowel Marc Didden als voor zijn regieassistent Dominique Deruddere. Nic Balthazar recenseerde op Radio 1 de film met: "Die ene film waar je in je jeugd totaal van kapotgaat, die ultieme film, die je laat inzien dat cinema álles kan, de ultieme kunst, bij mij was dat "Brussels by night", een film waar ik 2 weken niet goed van ben geweest. Die score van van het Groenewoud is - en dat woord mag je niet al te vaak gebruiken - géniaal. Van het Groenewoud staat voor mij op de ijle hoogten van Brel en Brassens. Hoe ontzettend onwaarschijnlijk gedurfd om dit te gaan doen. Een film over de diepste diepste donkerste depressie die een mens ooit kan kan... dat is een zwart gat van een film, ik durf die film bijna nooit meer terug zien, voor je het weet ben je er weer in gezogen."
De film werd vernoemd naar een nummer van Raymond van het Groenewoud uit 1979. De zanger componeerde voor de soundtrack vooral nieuwe muziek.
"Brussels by Night" ging in wereldpremière op het filmfestival van San Sebastian in 1983. Een maand later, op 21 oktober 1983, volgde de Belgische première op het Filmgebeuren Gent.

## Rolverdeling
| Acteur               | Personage                   |
| -------------------- | --------------------------- |
| François Beukelaers  | Max                         |
| Johan Joos           | Stationsbediende            |
| Mariette Mathieu     | Dame in trein               |
| Daniël Van Avermaet  | Taxi-chauffeur              |
| Michiel Mentens      | Louis                       |
| Nellie Rosiers       | Josephine-Charlotte         |
| Marleen Merckx       | Dienster                    |
| Ingrid De Vos        | Alice                       |
| Amid Chakir          | Abdel                       |
| Bernard Van Eeghem   | Buitenwipper                |
| Jan Reusens          | Receptionist                |
| Fred Van Kuyk        | Jules                       |
| Machteld Ramoudt     | Zuster Alice                |
| Liliane De Waegeneer | Ecologiste op party         |
| Paul Pauwels         | Blonde jongen op party      |
| Jim Van Leemput      | Parkeermeterbediende        |
| Josse De Pauw        | Man in wasserette           |
| Jaak Pijpen          | Gids in Ronquières          |
| Ronny Waterschoot    | Politieagent                |
| Guy Mortier          | Assistent-onderzoeksrechter |
| Senne Rouffaer       | Onderzoeksrechter           |
| Brendan Fonteyne     | Zoontje Max                 |
| Fransceska Buelens   | Vrouw Max                   |

## Prijzen
- 1980: Staatsprijs Beste Scenario
- 1983: Prijs Beste Debuut Filmfestival van San Sebastian
- 1983: Zilveren trofee Spaanse Federatie van Ciné-Clubs op het Filmfestival van San Sebastian
- 1983: André Cavensprijs Beste Belgische film (Belgische Unie van de filmkritiek)
- 1984: 'Outstanding Film of the Year' Filmfestival van Londen